# Премия Европейской киноакадемии 2003
European Film Awards 2003 — премия Европейской киноакадемии (нем. Europaischer Filmpreis).

## Лауреаты и номинанты Премии Европейской киноакадемии 2003

### Лучший фильм
- Германия Гуд бай, Ленин!, режиссёр Вольфганг Беккер
- Великобритания Грязные прелести, режиссёр Стивен Фрирз
- Дания Догвилль, режиссёр Ларс фон Триер
- Великобритания В этом мире, режиссёр Майкл Уинтерботтом
- Испания/ США Моя жизнь без меня, режиссёр Изабель Койшет
- Франция Бассейн, режиссёр Франсуа Озон

### Лучшая мужская роль
- Даниэль Брюль — Гуд бай, Ленин!
- Чиветел Эджиофор — Грязные прелести
- Жан Рошфор — Человек с поезда
- Луиджи Ло Кашио — Лучшие из молодых
- Томас Лемаркус — Ной — белая ворона
- Бруно Тодескини — Его брат

### Лучшая женская роль
- Шарлотта Рэмплинг — Бассейн
- Катя Риман — Розенштрассе
- Катрин Засс — Гуд бай, Ленин!
- Диана Думбрава — Maria
- Энн Рейд — История матери
- Хелен Миррен — Девочки из календаря

### Лучший режиссёр
- Ларс фон Триер — Догвилль
- Вольфганг Беккер — Гуд бай, Ленин!
- Майкл Уинтерботтом — В этом мире
- Изабель Койшет — Моя жизнь без меня
- Нури Бильге Джейлан — Отчуждение
- Марко Туллио Джордана — Лучшие из молодых

### Европейское открытие года
- Андрей Звягинцев — Возвращение
- Дэвид Маккензи — Молодой Адам
- Гийом Кане — Как скажешь
- Пьер Жалица — Бикфордов шнур
- Кристоффер Боэ — Реконструкция
- Хайме Росалес — Часы дня
- Майкл Шорр — Шульце играет блюз

### Лучшая работа сценариста
- Бернд Лихтенберг — Гуд бай, Ленин!
- Ларс фон Триер — Догвилль
- Стивен Найт — Грязные прелести
- Ханиф Курейши — История матери
- Душан Ковачевич — Профессионал
- Сандро Петралья и Стефано Рулли — Лучшие из молодых

### Лучшая операторская работа
- Энтони Дод Мэнтл — Догвилль и 28 дней спустя
- Крис Менгес — Грязные прелести
- Марсель Зискинд — В этом мире
- Том Фарманн — Чудо Берна
- Итало Петриччоне — Я не боюсь
- Богумил Годфрейов — Дальний свет

### Лучший документальный фильм
- S-21, машина смерти Красных кхмеров, режиссёр Ритхи Пань
- День, который я никогда не забуду, режиссёр Ким Лонджинотто
- Пять препятствий, режиссёр Йорген Лет и Ларс фон Триер
- Рассказ плачущего верблюда, режиссёр Бябмасурен Даваа и Луиджи Фалорни
- Одиссея первобытного человека, режиссёр Жак Малатье и Хавьер Саланова
- Тише!, режиссёр Виктор Косаковский
- Essen, schlafen, keine Frauen, режиссёр Хейнер Стэндлер
- Chia e tazi pesen?, режиссёр Адела Пеева

### Лучший короткометражный фильм
- Торсион, режиссёр Стефан Арсеньевич
- Перед рассветом, режиссёр Мартин Джонс
- Место рождения, режиссёр Яцек Блавут
- Мы живем на краю, режиссёр Victor Asliuk
- Шоу Трумауса, режиссёр Хулио Робледо
- Великан, режиссёр Александр Котт
- Mamaman, режиссёр Иао Летем
- Redd barna, режиссёр Терье Раньес
- La chanson-chanson, режиссёр Ксавьер Дискёве
- Sma skred, режиссёр Биргитте Стэмозе
- Le portefeuille, режиссёр Винсент Бьерреверц
- Une etreinte, режиссёр Ескиль Вогт

### Приз Screen International Award
- Нашествие варваров, режиссёр Дени Аркан
- В поисках Немо, режиссёр Эндрю Стэнтон и Ли Анкрич
- Убить Билла, режиссёр Квентин Тарантино
- 21 грамм, режиссёр Алехандро Гонсалес Иньярриту
- Таинственная река, режиссёр Quentin Tarantino
- Трудности перевода, режиссёр София Коппола
- Затойчи, режиссёр Такэси Китано
- Весна, лето, осень, зима... и снова весна, режиссёр Ким Ки Дук

### Приз за выдающиеся достижения в мировом кино
- Карло Ди Пальма

### Приз международной ассоциации кинокритиков (ФИПРЕССИ)
- Здравствуй, ночь, режиссёр Марко Беллоккьо

### За творчество в целом
- Клод Шаброль,  Франция

### Приз зрительских симпатий

#### Лучший актёр
- Даниэль Брюль — Гуд бай, Ленин!
- Роуэн Эткинсон — Агент Джонни Инглиш
- Ян Деклер — Хоп
- Серхи Лопес — Грязные прелести
- Джонни Халлидей — Человек с поезда
- Хавьер Бардем — Солнечные понедельники
- Джейми Сивес — Уилбур хочет покончить с собой
- Томас Лемаркус — Ной — белая ворона
- Жан Рошфор — Человек с поезда

#### Лучшая актриса
- Катрин Засс — Гуд бай, Ленин!
- Валерия Голино — Дыхание
- Антье де Бек — Хоп
- Одри Тоту — Грязные прелести
- Пенелопа Крус — Фанфан-тюльпан
- Ромола Гарай — Николас Никлби
- Нив Де Медина — Солнечные понедельники
- Шарлотта Рэмплинг — Бассейн
- Джованна Меццоджорно — Окно напротив
- Людивин Санье — Бассейн

#### Лучший режиссёр
- Вольфганг Беккер — Гуд бай, Ленин!
- Ларс фон Триер — Догвилль
- Эмануэле Криалезе — Дыхание
- Дэнни Бойл — 28 дней спустя
- Патрис Леконт — Человек с поезда
- Фернандо Леон Де Араноа — Солнечные понедельники
- Бент Хамер — Кухонные байки
- Франсуа Озон — Бассейн
- Нури Бильге Джейлан — Отчуждение
- Дагур Кари — Ной — белая ворона